# Clifton (Arizona)
Pour les articles homonymes, voir Clifton.
Clifton est le siège du comté de Greenlee, dans l'Arizona, aux États-Unis.

## Histoire
Dès 1864, la région fut prospectée par Henry Clifton, à qui succéda William Joy, qui fondé le "Joy's Camp" revendu en 1875 à William Chirch pour y implanter la Detroit Copper Company, et rebaptiser le "Joy's Camp" du nom de Morencini.
Bob Metcalf, un soldat de la cavalerie américaine fut envoyé en 1866 par ses supérieurs dans les canyon entourant Clifton, pour poursuivre un groupe de guerriers apaches qui avaient volé des chevaux lors des guerres indiennes. Il découvrit à cette occasion la présence de riches gisements de cuivre et revint quelques années plus tard avec son frère Jim, dans un canyon nommé Chase Creek, du nom du capitaine qui l'avait envoyé en mission. Puis en 1872, ils vendirent la mine aux frères Leszinsky.
La société minière Phelps Dodge Corporation s'est installé 1880 dans la mine de Morenci, tout proche de Clifton, et non loin de Bisbee, autre ville-champignon de l'Arizona, en concurrence avec sa future filiale l'Arizona Copper Company, et envoya en 1881 son ingénieur James Douglas à Bisbee.

## Démographie
| 1890 | 1910  | 1920  | 1930  | 1940  | 1950  |
| ---- | ----- | ----- | ----- | ----- | ----- |
| 600  | 4 874 | 4 163 | 2 305 | 2 668 | 3 466 |

| 1960  | 1970  | 1980  | 1990  | 2000  | 2010  |
| ----- | ----- | ----- | ----- | ----- | ----- |
| 4 191 | 5 087 | 4 245 | 2 840 | 2 596 | 3 311 |